# Indigo-Marsch
Indigo-Marsch, op. 349, är en marsch av Johann Strauss den yngre. Den spelades första gången den 9 april 1871 i Musikverein i Wien.

## Historia
Johann Strauss Indigo-Marsch härstammar från musiken till hans första operett Indigo und die 40 Räuber, som hade premiär den 10 februari 1871 på Theater an der Wien. Strauss teaterdebut var efterlängtad av wienarna ända sedan mitten av 1860-talet, då han hade börjat skissa på några verk som han dock förkastade. Kritikerna var delade till Indigo men publiken strömmade till i massor. Med denna sin första operett påbörjade Strauss en vana han skulle ägna sig år för resten av livet; att arrangera melodier från sina operetter till separata orkesterverk. På det sättet kunde han med minsta möjliga ansträngning bibehålla positionen som ohotad kompositör av dansmusik i bal- och konsertsalarna över hela världen. Det var emellertid hans broder Eduard som fick uppgiften att framföra dessa verk för publiken. Indigo-Marsch framfördes första gången den 9 april 1871. Marschen bygger på melodier från finalen till akt I och från akt III.

## Om marschen
Speltiden är ca 2 minuter och 19 sekunder plus minus några sekunder beroende på dirigentens musikaliska tolkning.
Marschen var ett av flera verk där Strauss återanvände musik från operetten Indigo:
- Shawl-Polka, Polka-francaise, Opus 343
- Indigo-Quadrille, Opus 344
- Auf freiem Fusse, Polka francaise, Opus 345
- Tausend und Eine Nacht, vals, Opus 346
- Aus der Heimath, Polkamazurka, Opus 347
- Im Sturmschritt, Schnell-Polka, Opus 348
- Indigo-Marsch, Opus 349
- Lust'ger Rath, Polka-francaise, Opus 350
- Die Bajadere, Polka-schnell, Opus 351

## Weblänkar
- Indigo-Marsch i Naxos-utgåvan.